# St. Martini (Minden)
Die Kirche St. Martini in der ostwestfälischen Stadt Minden ist ein Kirchengebäude, das zentral in der alten Mindener Innenstadt an der Kante zur oberen Altstadtterrasse steht und somit stadtbildprägend für die Silhouette der Stadt Minden ist. Sie gehörte zum Stift St. Martini, das erst 1810 aufgelöst worden ist.
Die Kirche wurde kurz vor 1029 gegründet und ist im romanischen und gotischen Stil errichtet. 1530 wurde die Kirche im Zuge der Reformation evangelisch-lutherisch. Hier verlas Nikolaus Krage die von ihm verfasste evangelische Kirchenordnung und damit die erste in Westfalen. Der Kirchenbau wurde in die Denkmalschutzliste der Stadt Minden eingetragen.

## Geschichte

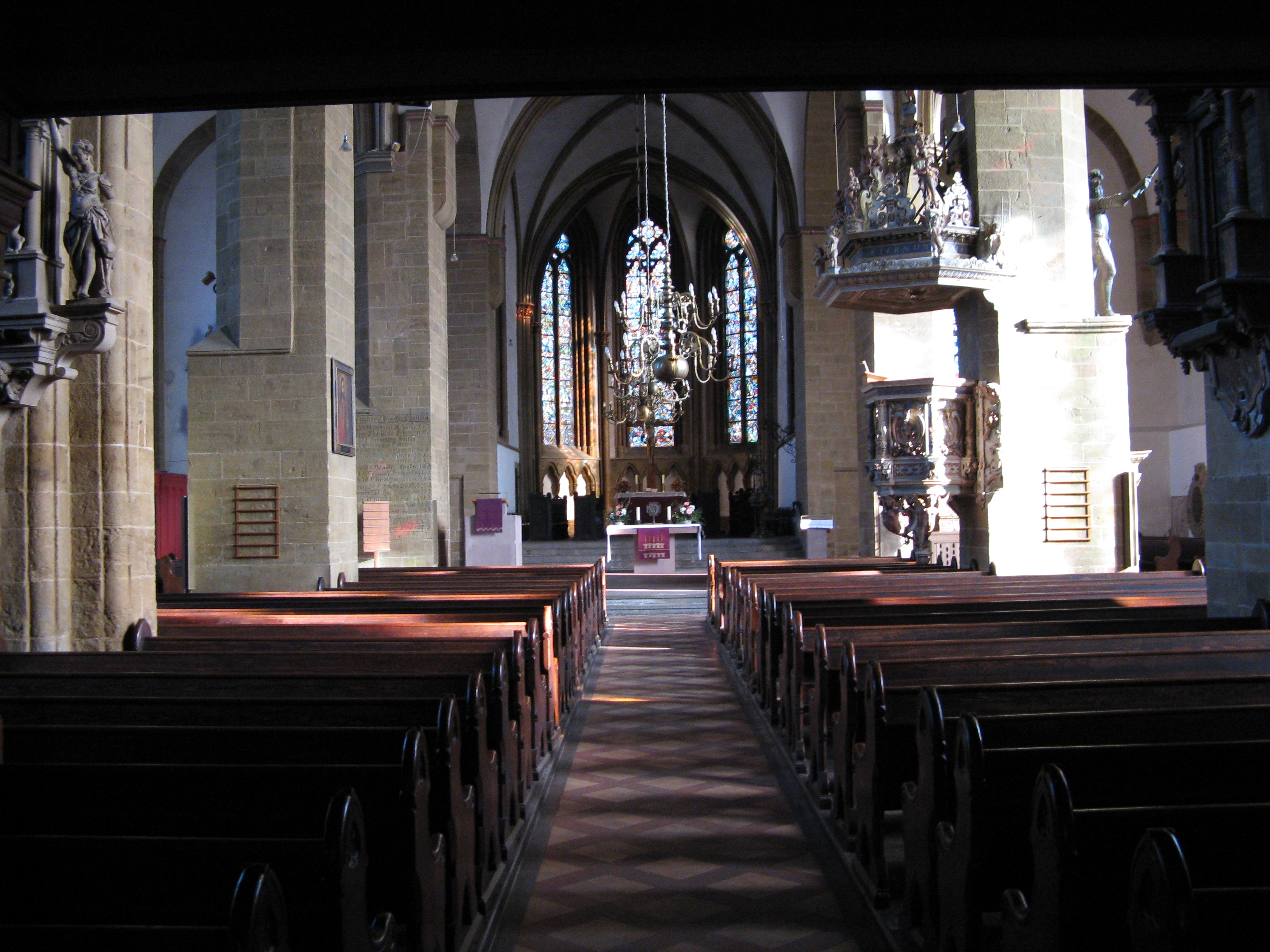
St. Martini (Minden)

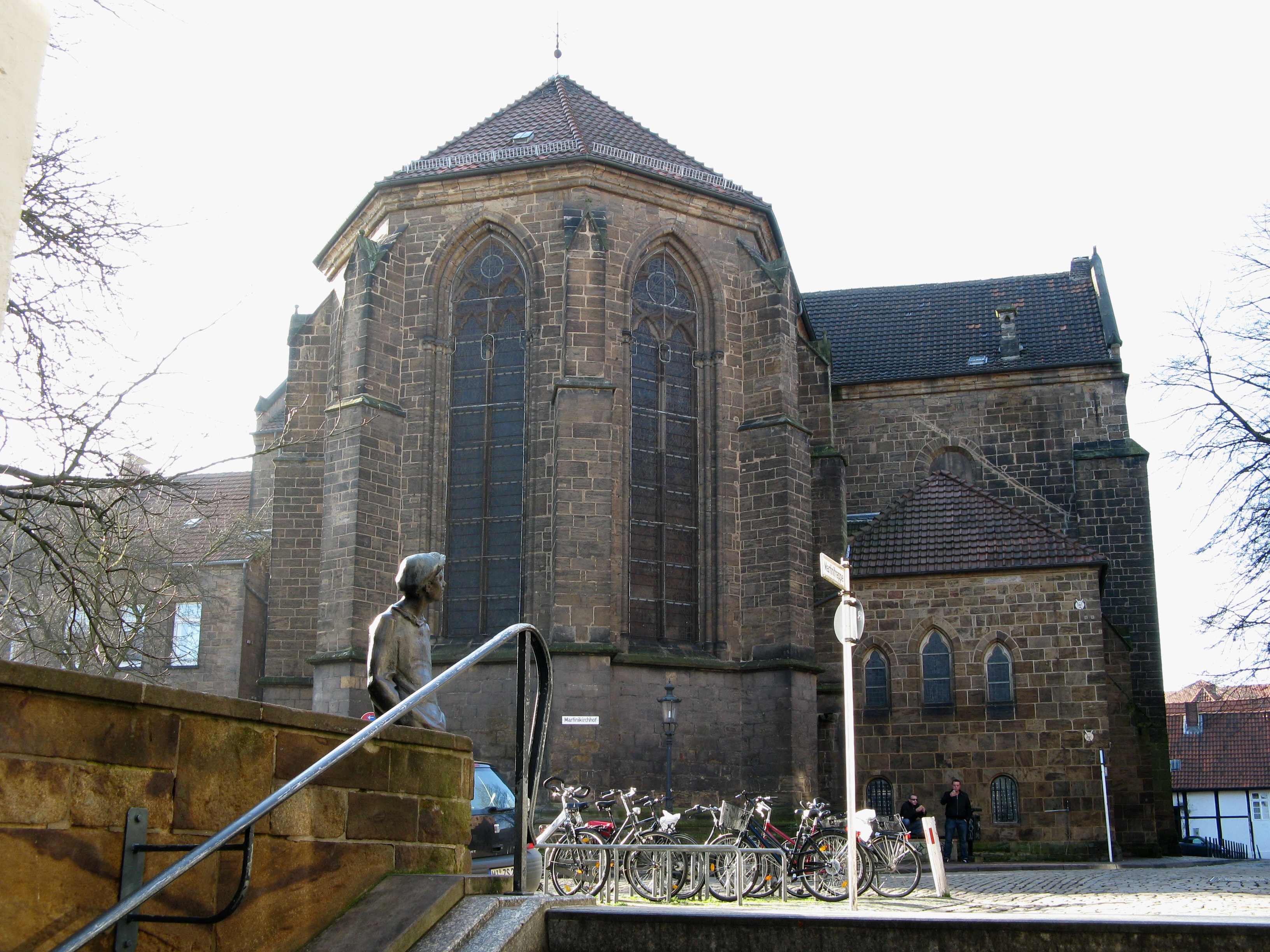
Martinikirche Minden von Osten her (links ehemalige Töchterschule)

Die Gründung der Kirche St. Martini in Minden und die Einrichtung eines mit ihr verbundenen Kollegiatstifts fallen in die Regierungszeit des Mindener Bischofs Sigebert (1022–1036). Das genaue Datum ist nicht mehr zu ermitteln, liegt aber kurz vor 1029, da in diesem Jahr Kaiser Konrad II. dem Martinistift seine Besitzungen urkundlich bestätigte. Bischof Sigebert stattete demnach seine Stiftung großzügig mit Gütern und Einkünften aus. Genannt werden die Güter Egisberen (heute Eisbergen, Stadt Porta Westfalica), Kemmin (heute Kemme, Landkreis Hildesheim), Niginbruck (heute Nienburg/Weser) Suueverden (heute Schwadvörden, Landkreis Diepholz) und Hiltiuuardingahusen (heute Hilferdingsen, Ortsteil von Unterlübbe, jetzt Gemeinde Hille). Diese Liste von Gütern, die dem Martinistift zuzuordnen sind, wurde in einer zweiten Kaiserurkunde von 1033 erweitert. Bischof Sigebert wurde nach seinem Tod in dem Chor der noch unvollendeten Kirche beigesetzt. Der Bau der Kirche konnte, so nimmt man an, erst unter seinem Nachfolger Bischof Bruno (1036–1055) abgeschlossen werden, der die Kirche aber sicher nicht geweiht hat: Dies wird zumeist seinem Nachfolger Bischof Eilbert (1055–) zugeschrieben. Damit war das Kollegiatstift St. Martini fertiggestellt und voll funktionsfähig.
Das dem Kollegiatstift vom Bischof zugewiesene Gebiet zur Pfarrseelsorge erstreckte sich westlich des Bischofssitzes bis hin zur Grenze des Mindener Urkirchspiels St. Andreas in Lübbecke. Dies entsprach bis 1972 der Grenze und Gebiete der Altkreise Minden und Lübbecke.
Einen Turm erhielt die Martinikirche erst hundert Jahre später im Jahre 1142. Der heute älteste Teil der Kirche wurde nach zwei Bränden unter Bischof Kuno von Diepholz (1261–1262) gebaut. Im letzten Viertel des 13. Jahrhunderts wurde der einjochige Chor errichtet und im 14. Jahrhundert das Langhaus zur gotischen Hallenkirche umgestaltet.
Zu Beginn der lutherischen Reformation kam es zwischen Stift und Stadt zum offenen Bruch, als die Bürger die Öffnung der Pfarrkirchen für die neue Lehre erzwangen. Am Weihnachtsfest 1529 predigte der Reformator Nikolaus Krage zum ersten Mal in der St.-Martini-Kirche. Am 13. Februar 1530 wurde dort eine von Krage verfasste evangelische Kirchenordnung verlesen, die von Rat und Gemeinde einhellig angenommen wurde. Die hier verlesene evangelische Kirchenordnung war verbindlich für alle Bürger der Stadt und die erste Kirchenordnung für eine westfälische Stadt. Damit war die Martinikirche im Gegensatz zum katholischen Dom zur evangelischen Ratskirche geworden. Das Martinistift blieb weiterhin, wenn auch unter materiellen Verlusten, katholisch und wurde so auch in einer Urkunde bestätigt. In der Kirche blieben den Kanonikern nur noch Chor, Sakristei, Kapitelstube und Kreuzgang, während das Kirchenschiff von der nun lutherischen Gemeinde genutzt wurde.
Die Aufhebung des Stifts erfolgte erst 1810 durch die westfälische Regierung in Kassel (Königreich Westphalen). Seitdem ist die Kirche vollständig evangelische Pfarrkirche.
In der Nähe der Martinikirche, auf dem oberen Marktplatz, befindet sich der Mindener Buttjer, eine Bronzestatue des Künstlers Paul Wedepohl, welche sich in der jüngsten Zeit zu einem Wahrzeichen Mindens entwickelt hat.

## Neuere Baugeschichte

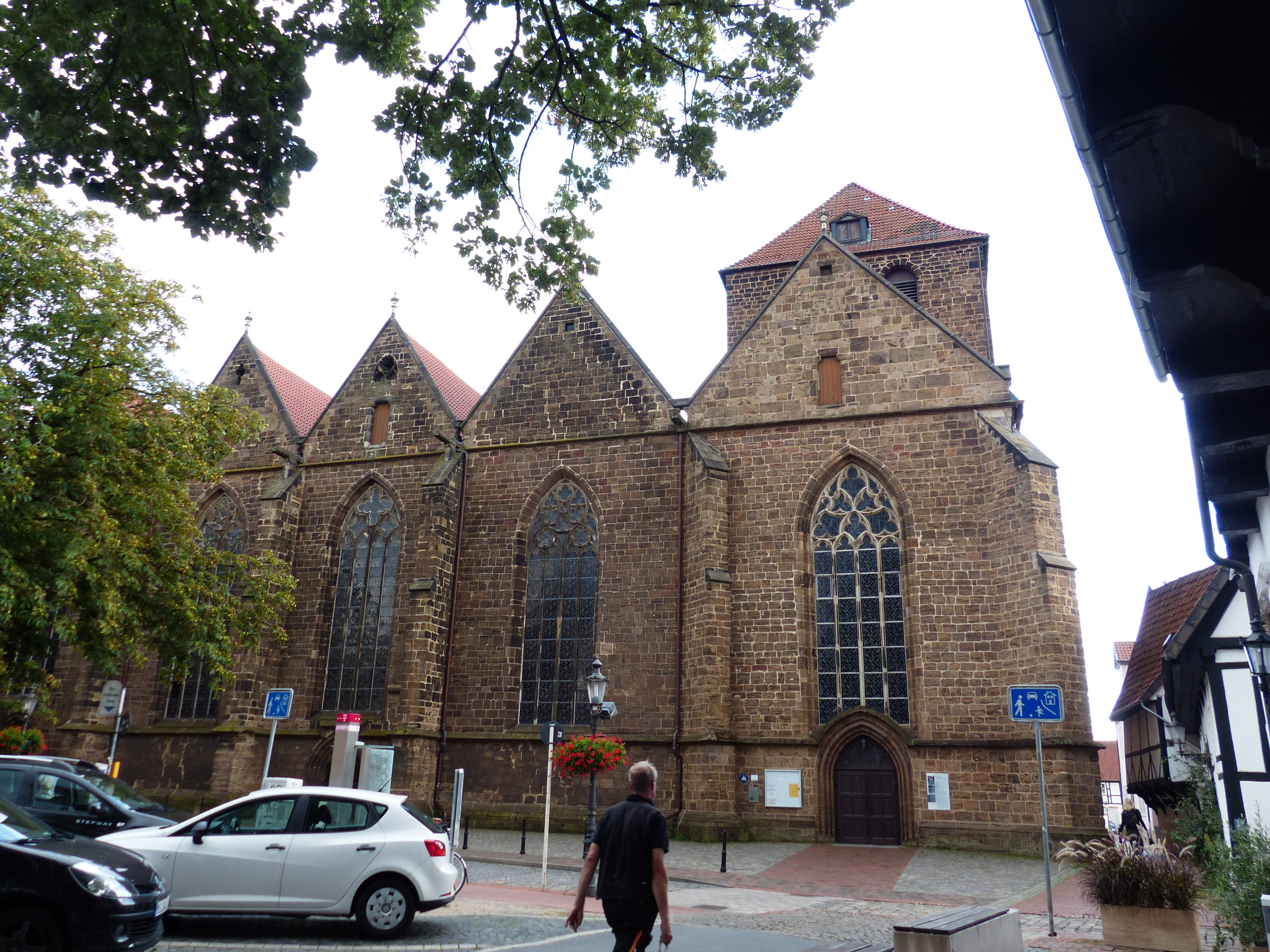
St. Martini von Norden, Schiff unter Querdächern

2014 wurde bei Sanierungsarbeiten an Chor und Querhaus die Überreste einer Wetterfahne entdeckt. Diese wurde im August 2015 nachgebaut und auf dem Dach angebracht.

## Baudenkmal

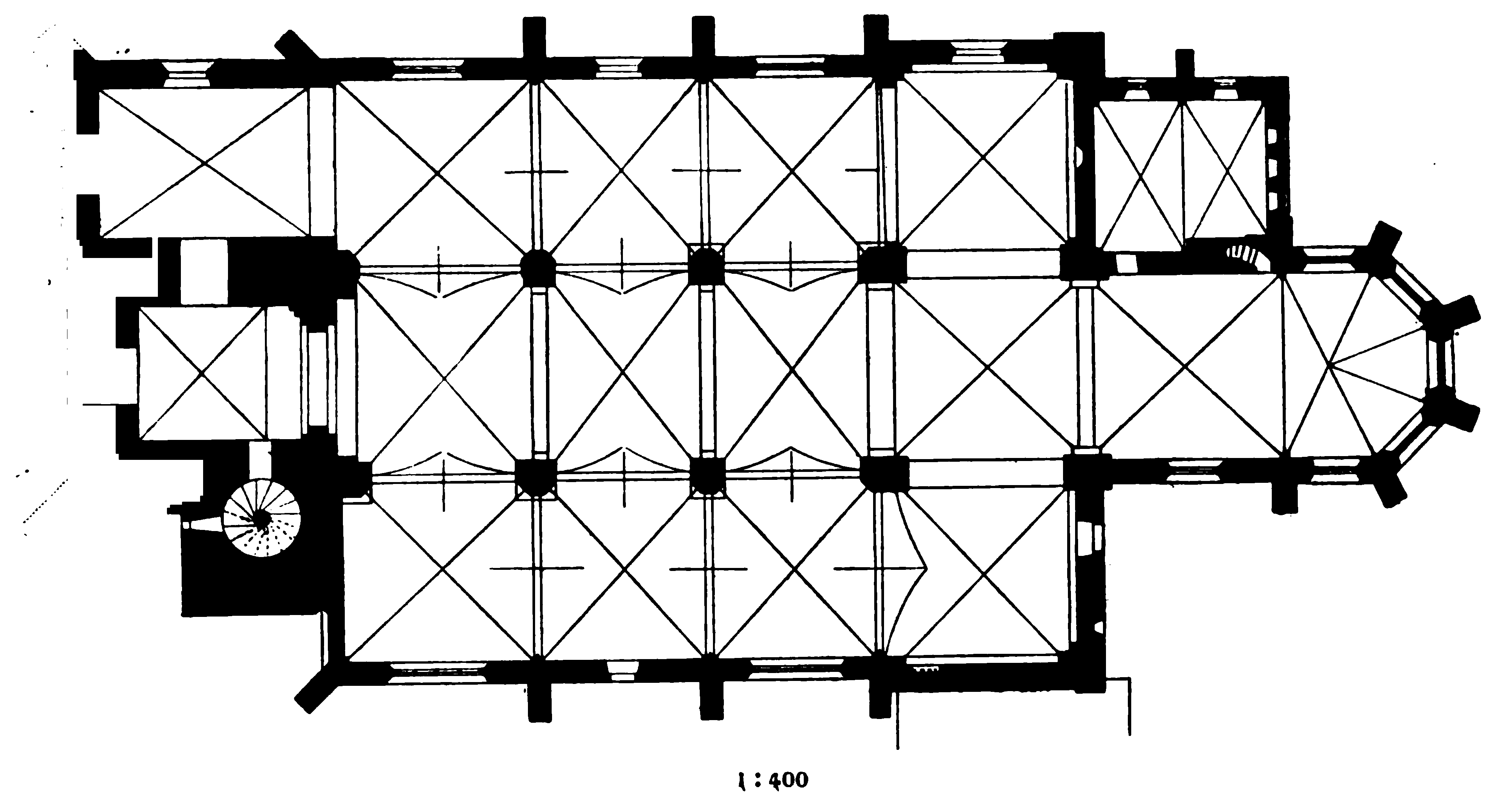
Grundriss

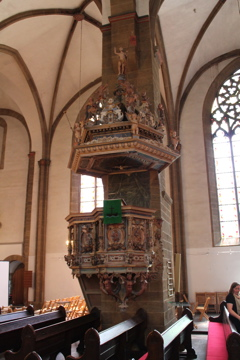
Blick auf die Kanzel

Die Kirche ist im romanischen und gotischen Baustil auf der Höhenkante in der Oberstadt gebaut worden und wurde im 20. Jahrhundert durch die Stadt Minden als unterste Denkmalschutzbehörde in die Denkmalliste der Stadt Minden eingetragen.
Im Jahre 1773 wurde der Turm von St. Martini durch Blitzeinschlag beschädigt und in Brand gesetzt. Dabei wurden der Turmhelm, die Uhrkammer und die Glockenstube zerstört, und nicht wieder aufgebaut. Der Turm trägt seither ein Querwalmdach.
Den Zweiten Weltkrieg hat der Kirchenbau relativ unbeschadet überstanden. Lediglich die Fenster waren durch die Einwirkung der Bomben zerstört und die Glocken mussten geopfert werden.

### Turmbauverein St. Martini
Um 1900 gründete sich der Turmbauverein mit dem Ziel den 1773 zerstörten Turm wieder aufzubauen. Der Mindener Regierungspräsident Francis Kruse wurde an die Spitze gewählt. Schon bald wurde ein Architekt beauftragt, die Pläne für den Wiederaufbau zu zeichnen. Der Erste Weltkrieg verhinderte zunächst den Wiederaufbau, danach entwertete die Inflation von 1923 alles Vereinsvermögen, sodass die Geldmittel nicht mehr zur Verfügung standen.

### Bauverein
Der Bauverein wurde 1952 unter dem Namen „Bauverein für die St. Martinikirche e. V.“ gegründet und verfolgt folgende Zwecke:
- Bauliche Erneuerung der ehrwürdigen Kirche.
- Ziele des früheren Turmbauvereins Martini[7]

### Stiftung
Die Stiftung „Baudenkmal Ratskirche St. Martini zu Minden“ ist im November 2006 gegründet worden zum Zwecke der Beschaffung finanzieller Mittel für den Kirchenbau. Diese werden ausschließlich zur Erhaltung und Unterhaltung sowie Erneuerung des Baudenkmals einschließlich seiner Kunstschätze und Ausstattungen eingesetzt.

### Orgel

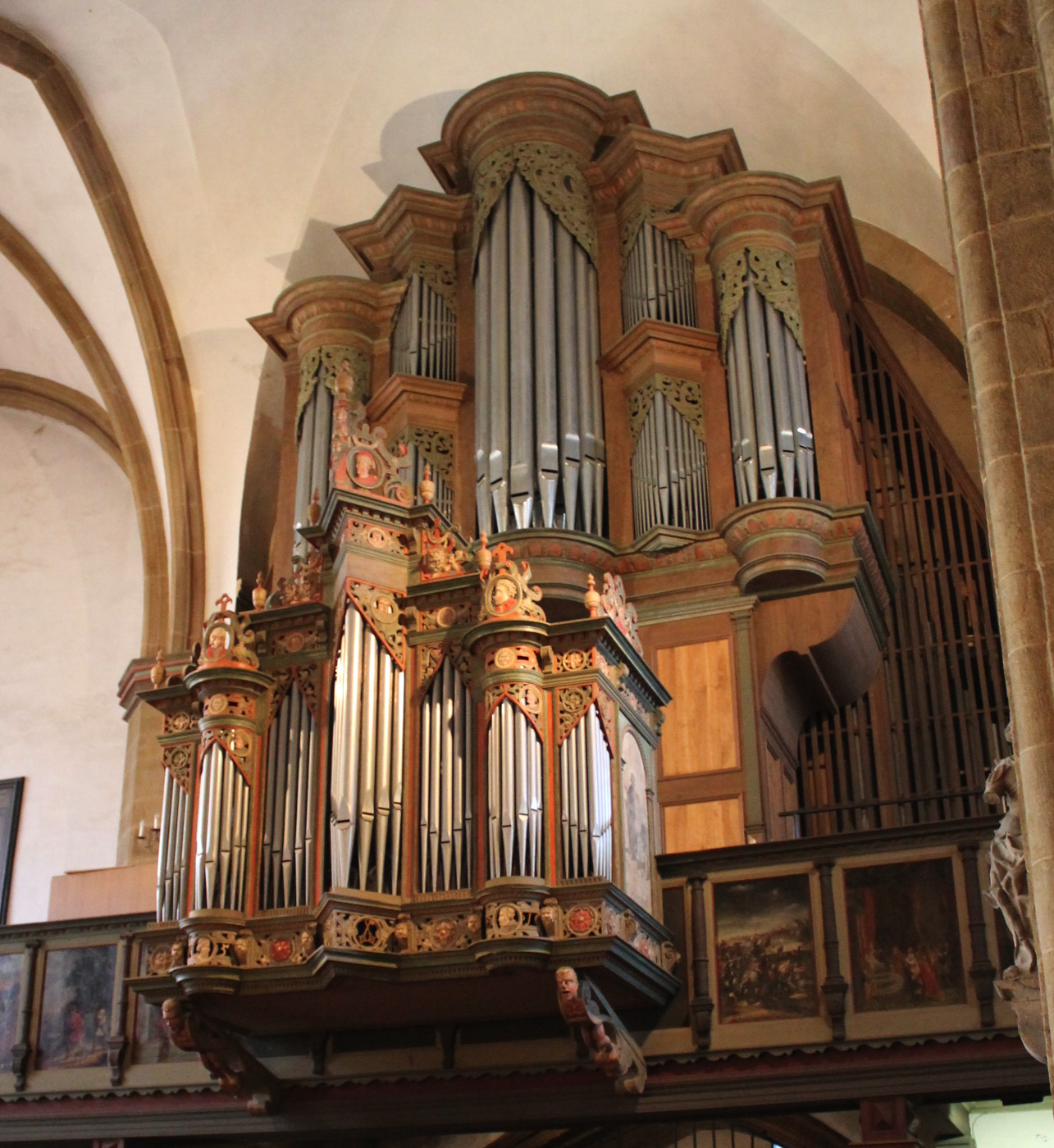
Blick auf die Orgel

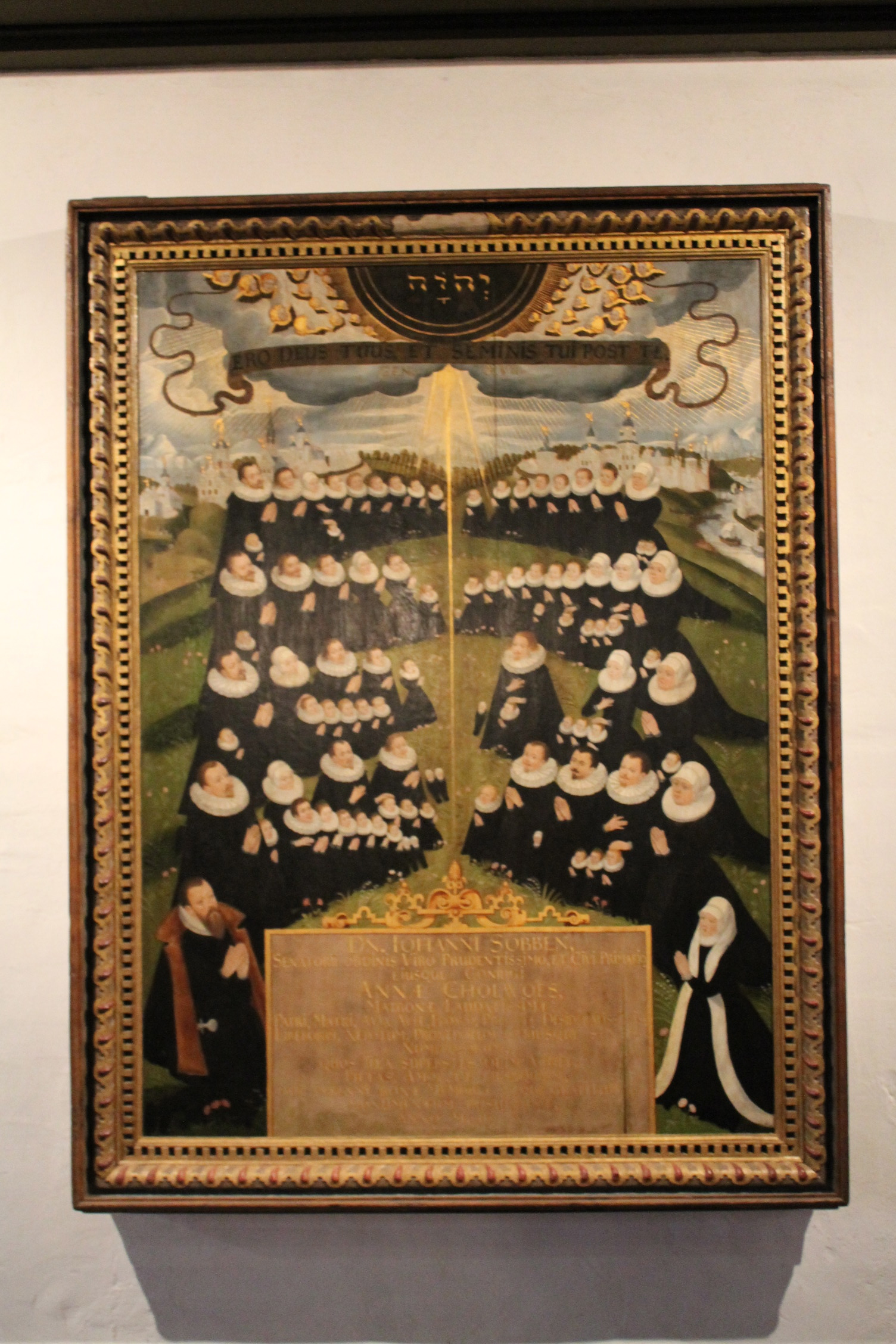
Sobbe-Epitaph (unter der Orgelempore)

Die Orgel auf der Westempore der Martini-Kirche geht zurück auf ein Instrument, das 1591 errichtet wurde. 1747 ergänzte der Orgelbauer Mencke (Beckum) das Instrument um ein barockes Hauptwerk. 1965–1966 wurde das Instrument nach dem alten Dispositionsplan wiederhergestellt.
| I Rückpositiv C–g3 |            |        |
| 1.                 | Prinzipal  | 8′     |
| 2.                 | Gedackt    | 8′     |
| 3.                 | Oktave     | 4′     |
| 4.                 | Spitzflöte | 4′     |
| 5.                 | Nasat      | 2 ⁄3′  |
| 6.                 | Rohrflöte  | 2′     |
| 7.                 | Terz       | 1 3⁄5′ |
| 8.                 | Oktave     | 1′     |
| 9.                 | Mixtur V   |        |
| 10.                | Dulzian    | 16′    |
| 11.                | Krummhorn  | 8′     |
|                    | Tremulant  |        |

| II Hauptwerk C–g3 |             |       |
| 12.               | Prinzipal   | 16′   |
| 13.               | Quintade    | 16′   |
| 14.               | Oktave      | 8′    |
| 15.               | Rohrflöte   | 8′    |
| 16.               | Oktave      | 4′    |
| 17.               | Rohrflöte   | 4′    |
| 18.               | Quinte      | 2 ⁄3′ |
| 19.               | Oktave      | 2′    |
| 20.               | Mixtur V-VI |       |
| 21.               | Scharf III  |       |
| 22.               | Trompete    | 16′   |
| 23.               | Trompete    | 8′    |

| III Brustwerk C–g3 |                 |       |
| 24.                | Holzgedackt     | 8′    |
| 25.                | Gedackt         | 4′    |
| 26.                | Prinzipal       | 2′    |
| 27.                | Sesquialtera II | 2 ⁄3′ |
| 28.                | Quinte          | 1 ⁄3′ |
| 29.                | Zimbel III      |       |
| 30.                | Regal           | 8′    |
|                    | Tremulant       |       |

| Pedalwerk C–f1 |                 |     |
| 31.            | Prinzipal       | 16′ |
| 32.            | Subbass         | 16′ |
| 33.            | Oktave          | 8′  |
| 34.            | Gedackt         | 8′  |
| 35.            | Oktave          | 4′  |
| 36.            | Holzpfeife      | 4′  |
| 37.            | Große Mixtur VI |     |
| 38.            | Posaune         | 16′ |
| 39.            | Trompete        | 8′  |
| 40.            | Trompete        | 4′  |

## Kirchenmusiker an St. Martini
- 1726–1732: Christoph Gottlieb Schröter
- 1793–1801: Karl Kapp
- 1801–1806: Silkenstaedt
- 1806–1849: Johann Philipp Wundermann
- 1849–1884: August Dietrich
- 1884–1936: Heinrich Wassermann
- 1936–1972: Anna Paege
- 1973–1976: Gert Spiering
- 1977–2013: Wolfgang Lüschen
- 2013–2023: Ulf Wellner[10]
- seit 2023: Nils Fricke

## Pfarrer an St. Martini
- Reinhard Mumm
- Roland Braunschmidt (19xx–1985)
- Heinrich Winter (1985–2009)
- Christoph Ruffer (seit 2011)